# Università statale bielorussa
L'Università statale bielorussa (in bielorusso Беларускі дзяржаўны ўніверсітэт?; in russo Белору́сский госуда́рственный университе́т?) è una delle università in Bielorussia.